# 猪蛔虫
猪蛔虫（学名：Ascaris suum），是一种常见的寄生在猪体内，可引起蛔虫病的腸道寄生蟲。 如今，寄生在猪体内的猪蛔虫与寄生在人类体内的人蛔虫依然被看做是两种不同的物种， 即A. suum 和 A. lumbricoides 。然而它们虽然有着不同的宿主，但却可以在人与猪之间进行交叉感染， 所以依然有很多研究人员为他们是否是同一个物种进行争论。 在丹麦，蛔虫病与接触猪及其粪便相关。 
猪蛔虫分布范围遍布全球，长度可达40厘米。 蛔虫感染可以用驱蛔虫药进行治疗。 猪蛔虫属蛔属，是最早感染人类的寄生虫之一。

## 生活史
猪蛔虫可直接或间接感染宿主。当猪通过进食或饮水使含有L2期幼虫的虫卵进入肠道，幼虫开始在肝部移行并成长为L3期幼虫，接着移行至肺部。幼虫接着进入肺泡。 接着幼虫成长两次后，即变为成虫。
宿主也可通过进食残留在其他宿主中的L2期幼虫感染。例如甲虫和蚯蚓。

## 形态学

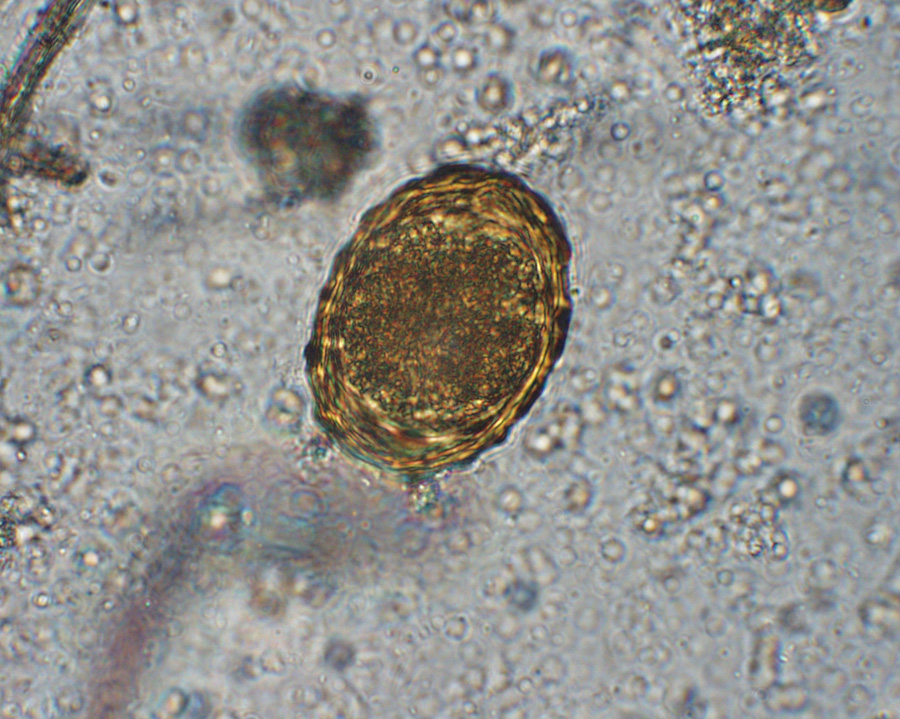
猪蛔虫虫卵

## 诊断与治疗
猪蛔虫病的临床表现症状有咳嗽， 呼吸急促， 神情憔悴，腹绞痛， 体重减轻或体重增加减慢。 对蛔虫病的诊断可通过漂浮法对宿主的粪便进行检查或通过临床症状进行检查确认。一般利用驱蛔虫药进行治疗。

## 事件
1970年在加拿大， 一位博士后研究人员用猪蛔虫污染了室友的食物。 事件导致四名受害者患重病，其中导致二人急性呼吸衰竭。

## 遗传学
大小为273Mbp的猪蛔虫的基因组于2011年发表。